# 2031年亞足聯亞洲盃
2031年亞足聯亞洲盃將是第20屆、也是亞足聯亞洲盃開辦75週年。亞足聯亞洲盃始於1956年，是由亞洲足球聯合會主辦的四年一度的亞洲國際男子足球錦標賽。

## 主辦國
亞洲足球聯合會預計於2026年決定2031年亞洲盃足球賽的主辦國。

### 有意申辦
- 澳洲

澳洲足球協會已提交申辦 2031 年亞洲盃的意向書。澳洲曾主辦2015年亞洲盃，與紐西蘭共同主辦2023年國際足協女子世界杯，並計畫主辦2026年亞足聯女子亞洲盃。